# Bisdom Zárate-Campana

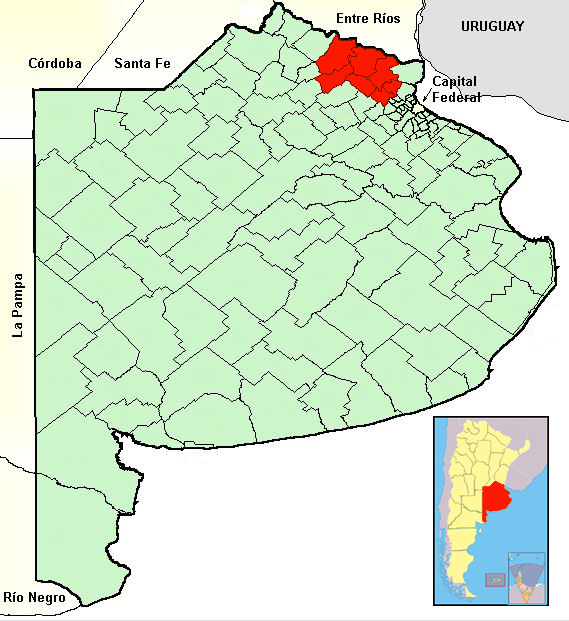
Het bisdom (rood) binnen de provincie Buenos Aires

Het bisdom Zárate-Campana (Latijn: Dioecesis Zaratensis-Campanensis) is een rooms-katholiek bisdom met als zetel Campana in Argentinië. Het bisdom is suffragaan aan het aartsbisdom Mercedes-Luján.
Het bisdom werd opgericht in 1976 en was toen suffragaan aan het aartsbisdom La Plata. In 2019 werd het suffragaan aan het aartsbisdom Mercedes-Luján.
In 2020 telde het bisdom 37 parochies. Het bisdom heeft een oppervlakte van 5.924 km2 en telde in 2020 979.000 inwoners waarvan 78,9% rooms-katholiek waren. 

## Bisschoppen
- Alfredo Mario Espósito Castro, C.M.F. (1976-1991)
- Rafael Eleuterio Rey (1991-2006)
- Oscar Domingo Sarlinga (2006-2015)
- Pedro María Laxague (2015-)

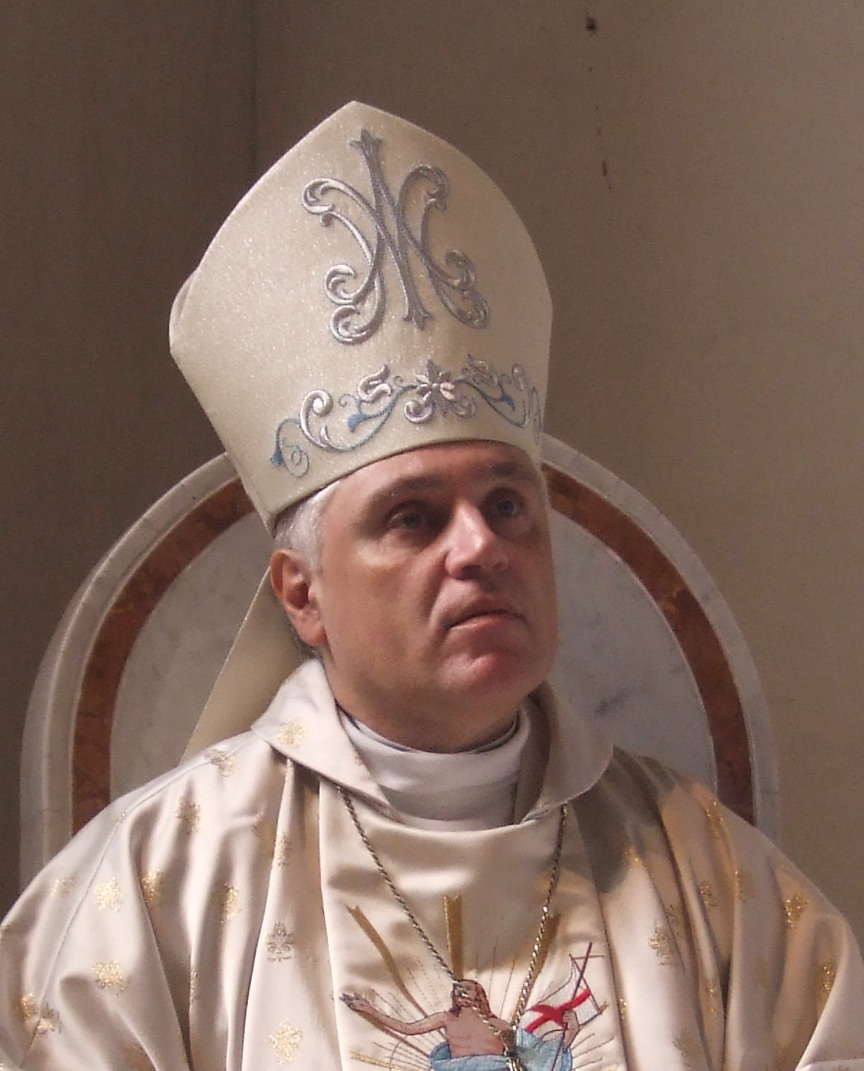
Oscar Domingo Sarlinga

Mercedes-Luján (aartsbisdom) · Merlo-Moreno · Nueve de Julio · Zárate-Campana